# Friedrich Kohlrausch (pédagogue)
Ne doit pas être confondu avec son petit-fils le physicien Friedrich Kohlrausch (1840-1910)
Pour les articles homonymes, voir Kohlrausch.
Heinrich Friedrich Theodor Kohlrausch, né à Landolfshausen, village proche de Göttingen, le 5 novembre 1780 et mort à Hanovre le 30 janvier 1867, est un pédagogue et historien allemand. 

## Biographie
Il fait ses études à l’Université de Göttingen et est enseignant à Barmen en 1810, à Dusseldorf en 1814 et à Münster en 1818. 
En 1830, il est nommé Oberschulrat (directeur des écoles) par le gouvernement de Hanovre. Comme tel, il introduit plusieurs réformes dans les programmes scolaires, mettant l’accent sur les sciences naturelles, l’histoire et la gymnastique. Il publie également divers ouvrages, dont, en 1816, Dis deutsche Geschichte für Schule und Haus (Histoire de l'Allemagne à l’école et à la maison), qui connait quinze éditions.
Heinrich Friedrich Kohlrausch eut pour fils le physicien Rudolf Kohlrausch (1809-1858) et le médecin Otto Kohlrausch (1811-1854). 